# Mícheál Ó Coileáin
Mícheál Ó Coileáin o Michael Collins (anglès) (Clonakilty, Comtat de Cork, 16 d'octubre de 1890 -Béal na Bláth, vora Cork, 22 d'agost de 1922) fou un líder revolucionari irlandès. El 1909 es va unir al moviment independentista irlandès Sinn Féin. Prengué part en la revolta de Pasqua de 1916 a Dublín com a simple voluntari.
Ministre de finances de la República Irlandesa el 1919, organitzà els serveis secrets de l'IRA (exèrcit republicà irlandès). Més tard fou membre de la delegació irlandesa que va negociar el Tractat anglo-irlandès del 1921 que acceptava la separació de l'Ulster, en qualitat de President del Govern Provisional i Comandant en Cap de l'Exèrcit Nacional. Fou assassinat en una emboscada, a Beal na Mblath, comtat de Cork, el 22 d'agost de 1922 durant la Guerra Civil Irlandesa.

## Infantesa i joventut
Collins va néixer el 16 d'octubre de 1890 a Woodfield, Sam's Cross, a l'oest de Cork, i fou el petit tres germans i cinc germanes. Els seus pares, de Michael John Collins (granger que tenia 75 anys quan va néixer Michael), i Mary Anne Collins (nascuda O'Brien), que va continuar treballant a la granja familiar després de quedar vídua, morint de càncer el 1907. Collins va estudiar a les escoles de Lisavaird i Clonakilty, i com era tradició a la regió el 1906 es va examinar pel Britsh Civil Service. Va marxar a treballar a Londres als 15 anys, on va viure a casa de la seva germana Hannie. Va entrar com a carter a la caixa d’estalvis postal de West Kensington, i després va treballar en el despatx d'un corredor de borsa a la ciutat (1910) i a la Comissió del Comerç (1914). Es va relacionar en la comunitat irlandesa de Londres, i es va associar a l'Associació Atlètica Gaèlica (GAA), essent un entusiasta seguidor de les seves activitats com a jugador i administrador. Això li va obrir les portes de la Germandat Republicana Irlandesa (IRB), de la que el seu pare també n'havia estat membre, i en la que va entrar el 1909. El 1914 es va unir als Voluntaris Irlandesos i va ser nomenat tresorer de l'IRB pel sud d'Anglaterra. Abans d'abandonar Londres, va treballar a la Guaranty Trust Co. durant el 1915.

## Alçament de Pasqua
Collins va tornar a Dublín en un clima d'agitació política. La lluita per la Home Rule, l'autonomia irlandesa, juntament amb la conflictivitat laboral, havia provocat la formació el 1913 de dos grans grups paramilitars nacionalistes que més tard van protagonitzar la revolta de Pasqua: l'Exèrcit Ciutadà Irlandès, fundat per James Connolly, James Larkin i els seu sindicat de treballadors del transport, l'ITGWU, per protegir els vaguistes de la Policia Metropolitana de Dublín durant el bloqueig de Dublín de 1913. I els Voluntaris Irlandesos, creats el mateix any pels nacionalistes en resposta a la formació dels Voluntaris de l’Ulster (UVF), un cos lleialista de l'Ulster que es va comprometre a oposar-se a l'autonomia irlandesa per la força.
Collins, un membre respectat dins de la Germandat Republicana Irlandesa, va ser nomenat assessor financer del comte Plunkett, pare d'un dels organitzadors de l'alçament de Pasqua, Joseph Plunkett. Collins va participar en la preparació d'armes i la formació de tropes per a la insurrecció. De fet l'alçament va suposar la primera aparició de Collins en esdeveniments d'importància. Quan va començar el dilluns de Pasqua de 1916, Collins va ser ajudant de camp de Joseph Plunkett, a la seu de la rebel·lió a l'oficina general de correus (GPO) de Dublín. Allà va lluitar al costat de Patrick Pearse, James Connolly i altres líders irlandesos. Després de la rendició, al cap de sis dies, Collins va ser detingut i posat sota custòdia britànica. Collins va estar a punt de ser executat, però finalment va ser enviat al camp de presoners de Frongoch, a Gal·les. A Frongoch, on va organitzar protestes i la no cooperació amb les autoritats, va establir contactes amb revolucionaris republicans de tot el país, dels quals es va convertir en un organitzador clau.
Tot i que alguns celebraven el fet que s'hagués produït l'alçament, creient la teoria de Pearse sobre el "sacrifici de sang" (és a dir, que la mort dels líders de l'Alçament inspiraria a altres), Collins la rebutjava i lamentava a les errades militars comeses, com ara la presa de posicions difícils de defendre i proveir, com Saint Stephen's Green. El clam públic va pressionar el govern britànic perquè posés fi a l’internament, i el desembre de 1916 els presoners de Frongoch van ser enviats a casa.

## 1917-1918
Abans de la seva mort, Thomas J. Clarke, primer signant de la proclamació del 1916 i considerat àmpliament l’organitzador principal de l'Alçament, havia designat la seva dona Kathleen Clarke per a gestionar-ne l'estructura posterior en cas que la direcció no sobrevisqués. El juny de 1916, la Kathleen emet un primer comunicat a l'IRB, declarant que l'Alçament només el principi i va invocar els nacionalistes a preparar-se per al "següent cop". Poc després del seu alliberament, Kathleen va nomenar Collins secretari del National Aid and Volunteers Dependents Fund, fet que va comportar que li fos transmesa la informació secreta de l'organització, així com la xarxa de contactes del moviment independentista. Es considera que el seu discurs durant el funeral de Thomas Ashe, un heroi de l'Alçament mort durant una vaga de fam, suposa la projecció definitiva de Collins com a figura destacada del moviment independentista. La branca militar dels Voluntaris va anar confluint políticament amb l'organització fundada per Arthur Griffith, el Sinn Féin, al que el Govern britànic i els principals mitjans de comunicació irlandesos van culpar erròniament de l'Alçament. La propaganda britànica va servir per atraure simpaties cap al Sinn Féinn, en reacció a la repressió de l'Alçament, i els voluntaris van acabant considerant-lo la branca política de l'independentisme. L'octubre de 1917, Collins s'havia convertit en membre de l'executiu del Sinn Féin i l'encarregat de dirigir els Voluntaris Irlandesos. Éamon de Valera, un altre veterà de 1916, es va presentar a la presidència del Sinn Féin contra Griffith, que es va apartar i va donar suport a la presidència de Valera.

## Primer Dáil

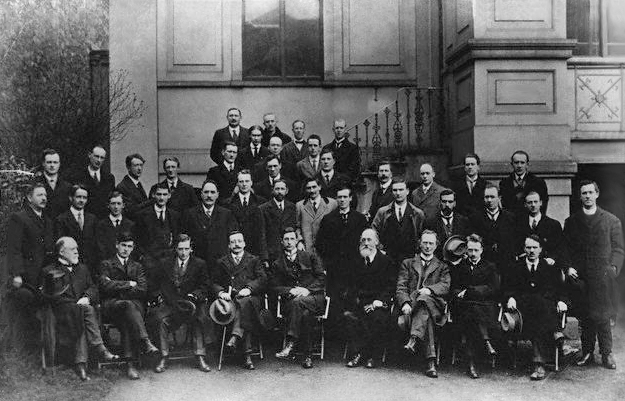
Membres del primer Dáil:
Laurence Ginnell, Michael Collins, Cathal Brugha, Arthur Griffith, Éamon de Valera, Count Plunkett, Eoin MacNeill, W. T. Cosgrave, Kevin O'Higgins

Collins va ser elegit a les eleccions generals del Regne Unit de 1918 per representar Irlanda a la Cambra dels Comuns, guanyant l'escó de diputat a la circumscripció del Sud de Cork, però a diferència dels seus rivals del Partit Parlamentari Irlandès (PPI), els membres del Sinn Féin ja havien anunciat que no ocuparien els seus escons al Palau de Westminster. La gran victòria del Sinn Féin (43% dels vots) portaria a la constitució d'un Parlament irlandès a Dublín, el Dáil Iireann (Assemblea d'Irlanda).
El nou parlament es va constituir en el Primer Dáil, reunit a la Mansion House de Dublín el gener de 1919, tot i que Éamon de Valera i altres membres del Sinn Féin van ser empresonats. Collins, alertat pel seu servei d'intel·ligència, havia advertit als seus col·legues de la possibilitat d'una detenció, però De Valera i altres líders van considerar que aquestes detencions eren una bona propaganda. En absència de Valera, Cathal Brugha va ser elegit Taoiseach (primer ministre), sent reemplaçat per De Valera quan Collins el va ajudar a escapar de la presó de Lincoln l'abril de 1919.

### Ministre de Finances
De Valera va nomenar Collins com a ministre de Finances Aireacht Dáil Éireann, el gabinet del govern, el 1919. La majoria dels ministeris només existien sobre el paper, i com a màxim una o dues persones hi treballaven, donades les circumstàncies de guerra en què podien ser detinguts o assassinats per la Royal Irish Constabulary, l’Exèrcit britànic o els Black and Tans. Malgrat això, Collins va ser capaç d'organitzar una emissió de bons en forma de "Préstec Nacional" per finançar la nova República Irlandesa. Per a fer-ho, Collins va iniciar una campanya mediàtica moderna, amb anuncis als diaris, actes, porta a porta, i fins i tot un curtmetratge projectat clandestinament als cinemes de Dublín. Segons el republicà Batt O'Connor, els bons va recaptar gairebé 400.000 lliures esterlines, dels quals 25.000 lliures esterlines en or. El préstec, que va ser declarat il·legal pels britànics, es va ingressar als comptes bancaris individuals dels fiduciaris. L'or va mantenir sota la casa d'O'Connor fins al 1922. Rússia, en plena guerra civil, va ordenar a Ludwig Martens que el cap de l’oficina soviètica de la ciutat de Nova York adquirís un “préstec nacional” de la República Irlandesa a través de Harry Boland, oferint algunes joies com a garantia.

## Guerra d'Independència

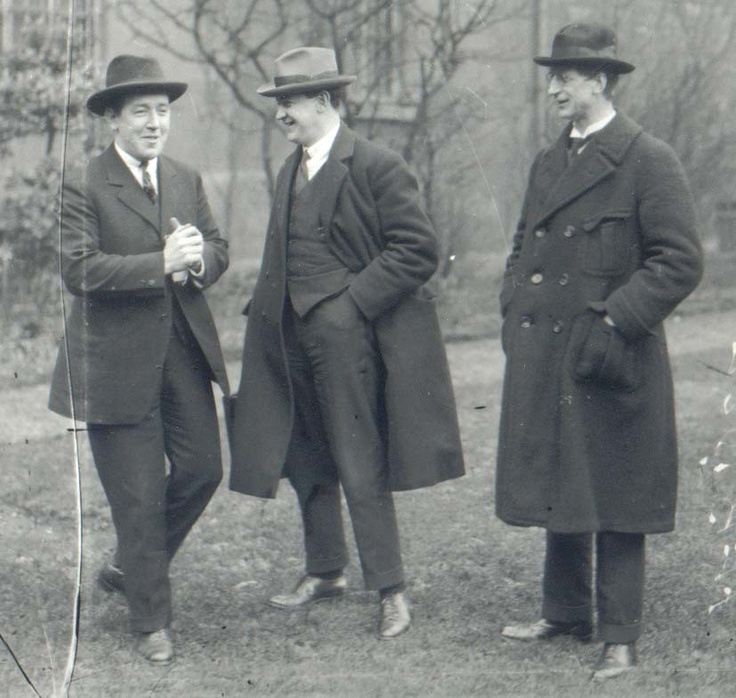
Harry Boland, Michael Collins (centre) i Éamon de Valera.

Es considera que la Guerra d'indpendència irlandesa va començar el 21 de gener de 1919, quan la 3a Brigada de Tipperary (en la que hi havia entre d'altres Séumas Robinson, Dan Breen, Seán Treacy i Seán Hogan) van emboscar i matar dos oficials de la Royal Irish Constabulary (RIC) que escortaven una partida de gelignita a una pedrera de Soloheadbeg, al comtat de Tipperary, en uns fets que es coneixen com l'emboscada de Soloheadbeg. A banda de les seves funcions dins del govern, Collins va ser elegit president de l’IRB i va ser nomenat Director d'Intel·ligència de l'Exèrcit Republicà Irlandès, que ara ja tenia el mandat oficial irlandès de continuar una campanya armada. El febrer Collins va planificar la fugida de De Valera de la presó, que va substituir Brugha com a primer ministre. Amb Cathal Brugha com a ministre de Defensa, Collins es va convertir en director d'organització i General de l'IRA. Collins va passar bona part d’aquest període ajudant a organitzar els voluntaris com a força militar eficaç i atacar la RIC, que representava l’autoritat britànica a Irlanda. Collins estava decidit a evitar la destrucció massiva, les pèrdues militars i civils per victòries merament simbòliques que havien caracteritzat l'alçament del 1916. En lloc d'això, va organitzar una guerra de guerrilles contra els britànics, amb atacs selectius que proporcionaven resultats concrets. Els èxits de Collins es van basar en l'obtenció i l'avaluació d'informació estratègica com a pas necessària abans de l'acció, la penetració parcial en el sistema d'intel·ligència del seu enemic, i en accions eficients i despiatades. La xarxa d'intel·ligència de Collins abastava essencialment Dublin, i les unitats locals de guerrilla s'organitzaven de manera autònoma, com a columnes mòbils, amb una major activitat de guerra al sud-oest de l'illa. Juntament amb Collins, l'IRA d'aquell moment era comandat pel Cap de l'Estat Major Richard Mulcahy, per Dick McKee, i per comandants i organitzadors regionals com Dan Breen, Tom Barry, Ernie O'Malley o Liam Mellows.
El govern britànic, davant el desbordament de la RIC, va autoritzat la mobilització de forces especials com l'Auxiliary Division (ADRIC), els Black and Tans o grups d'agents secrets com l'anomenat Cairo Gang, fet que suposava augmentar la intensitat de la repressió i la seva violència. Collins va crear una unitat especial que s'encarregaria d'executar agents i informadors britànics, els anomenats Dotze Apòstols o The Squad, que van començar a actuar el juliol de 1919. El 1920 els britànics van oferir 10.000 lliures a qui aportés informació a per a capturar o matar Collins, a qui anomenaven "The Big Fellow", un exemple dels fets que contribuïen a anar augmentant una certa llegenda a l'entorn de la seva figura. El 21 de novembre de 1920, els homes de Collins van matar quinze agents britànics en una sèrie de batudes coordinades. Com a represàlia, membres de la RIC van anar a l'estadi de Croke Park, on s'estava jugant un partit de futbol gaèlic entre Dublín i Tipperary, i van obrir foc contra la multitud, matant dotze persones i ferint-ne seixanta. Aquest dia es va conèixer com el Diumenge Sagnant. L'escalada de violència va continuar amb una emboscada de l'IRA que va matar 15 oficials de l'ADRIC a Kilmichael (Cork), i Londres va començar aplicar la llei marcial.

## Treva
Al juliol, el govern de Lloyd George va oferir una treva. Es va acordar una conferència entre el Govern britànic i els líders de la República Irlandesa, encara no reconeguda. En aquell moment es va especular sobre la capacitat de les dues parts per continuar el conflicte massa temps més. Collins li va dir a Hamar Greenwood, l'últim secretari en cap per a Irlanda, després de signar el tractat Angloirlandès: "Ens teníeu guanyats. No hauríem durat més de tres setmanes més. Quan ens van informar de l'oferta d'una treva ens vam sorprendre. Vam pensar que us havíeu tornat bojos". Formalment Collins va declarar que "no hi haurà compromís ni negociacions amb cap govern britànic fins que Irlanda no sigui reconeguda com a república independent", però el Dáil en el seu conjunt era menys intransigent. Va decidir acceptar una conferència de pau, tot i que en les etapes preliminars es va constatar que no hi hauria sobre la taula una república totalment independent i que la pèrdua d'alguns comtats del nord-est era una qüestió prèvia. A banda de l'URSS, cap altre estat sobirà havia reconegut diplomàticament a Irlanda, malgrat les actuacions dels grups de pressió irlandesos als Estats Units, afavorides per un viatge de De Valera i altres irlandesos-americans, així com als intents d'aconseguir que hi hagués representants de la República d'Irlanda en la Conferència de Versalles de 1919. En la fase incial de les negociacions, De Valera va viatjar a Londres el 14 de juliol de 1921 i va tenir una primera entrevista amb Lloyd George, però posteriorment el Dáil va designar a Collins i Arthur Griffith com a representants plenipotenciaris en les negociacions del futur tractat. Collins va revelar en correspondència privada, que creia que De Valera els enviaba per signar unes propostes que ell mateix no volia signar. Va viatjar a Londres el 9 d'octubre, un dia després dels altres membres de la delegació: Griffith, Robert Barton, Edmund Duggan i George Gavan Duffy, després d'haver celebrat el seu compromís formal amb Kitty Kiernan, filla d'un hoteler d'An Longfort.

## Tractat angloirlandès

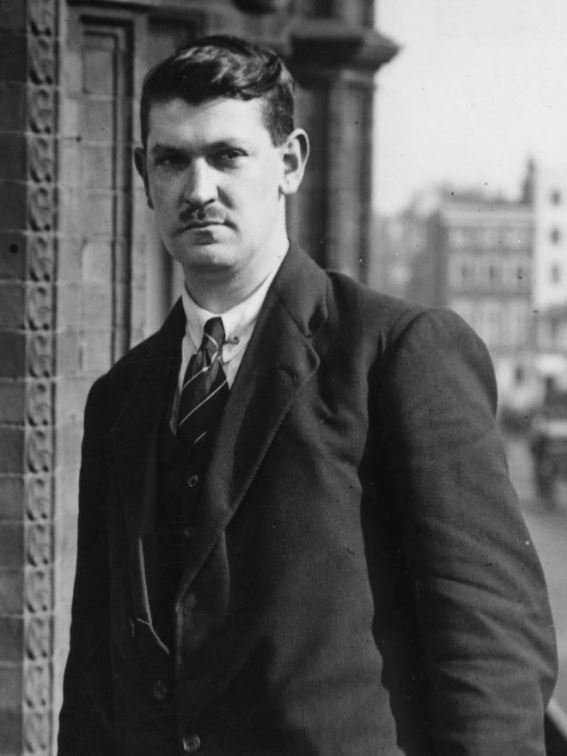
Michael Collins a Londres, durant les negociacions del Tractat Angloirlandès.

Els delegats irlandesos enviats a Londres van ser designats com a "plenipotenciaris", és a dir, que tenien plena autoritat per signar un acord en nom del govern del Dáil. El Tractat quedaria llavors subjecte a l'aprovació del Dáil. La majoria dels delegats, inclosos Arthur Griffith), Robert Barton i Eamonn Duggan (amb Erskine Childers com a secretari general de la delegació) van establir la seu al 22 Hans Place de Knightsbridge l'11 d'octubre de 1921. Collins compartia allotjament al 15 Cadogan Gardens amb el departament de publicitat de la delegació, el secretari Diarmuid O'Hegarty, Joseph McGrath, així com personal d'intel·ligència i guardaespatlles, inclosos Liam Tobin, Tom Cullen, Ned Broy, Emmet Dalton i Joseph Dolan de The Squad.
Les negociacions van acabar donant lloc al Tractat Anglo-Irlandès, que es va signar el 6 de desembre de 1921. L'acord preveia un "Estat Lliure Irlandès", amb estatus de Domini britànic, la relació del qual amb la Commonwealth britànica es desenvoluparia seguint el cas de Canadà. Es tractava d’un compromís a mig camí entre una república independent i una província de l’Imperi. El tractat es va signar sota una considerable pressió dels britànics. Els negociadors havien acordat, a la reunió del gabinet de Dublín, que no signarien el tractat sense una ratificació previa del Dáil, però un cop de tornada a Londres el 5 de desembre a les 19:30, Lloyd George els va dir que era una signatura immediata o una "guerra immediata i terrible" i que havia de saber-ho l'endemà. El tractat es va signar a les 2:20 del matí, el 6 de desembre de 1921.
L'equip britànic estava dirigit pel seu primer ministre Lloyd George, el secretari colonial Winston Churchill i Frederick Edwin Smith. Durant dos mesos d’àrdues negociacions, els delegats irlandesos feien freqüents travessies entre Londres i Dublín per conversar amb els seus col·legues del Dáil, i la correspondència de Collins reflecteix la seva frustració pels debats de Dáil i la incapacitat del delegat irlandès per acordar instruccions clares sobre si haurien d’acceptar o no un tractat.
Éamon de Valera, el president del Dáil, es va oposar al tractat en considerar que s'havia signat sense el consentiment del Gabinet i que no garantia ni la plena independència i unitat d'Irlanda. Collins i els seus partidaris van argumentar que de De Valera havia rebutjat les súpliques intenses de Collins, Griffith i altres per dirigir les negociacions de Londres en persona. Havia rebutjat les contínues sol·licituds d'instrucció dels delegats i, de fet, havia estat al centre de la decisió inicial de començar les negociacions sense la possibilitat d'una república independent sobre la taula. La controvèrsia del Tractat va dividir tot el moviment nacionalista irlandès. El Sinn Féin, el Dáil, la IRB i l'IRA es van dividir cadascun en faccions pro i antitractats. El Consell Suprem de la IRB havia estat informat amb detall de totes les facetes de les negociacions del Tractat, i havia aprovat moltes de les seves disposicions, i van votar per unanimitat l'acceptació del Tractat amb l'única excepció de Liam Lynch, posteriorment membre destacat de l'IRA anti-tractat.
El Dáil va debatre amargament el Tractat durant deu dies, fins que va ser aprovat amb 64 vots favorables contra 57. Havent perdut la votació, De Valera va anunciar la seva intenció de retirar la seva participació del Dáil i va demanar a tots els diputats que havien votat en contra del Tractat que el seguissin. Un nombre considerable ho va fer, dividint oficialment el govern.
Una gran part de l'Exèrcit Republicà Irlandès es va oposar al tractat, i el març de 1922 va votar en una convenció de l'exèrcit rebutjar l'autoritat del Dail, la direcció de Collins i triar el seu propi executiu. Les unitats de l’IRA antitractat van començar a apoderar-se d’edificis i a emprendre altres accions guerrilleres contra el govern provisional. El 14 d'abril de 1922, un grup de 200 homes de l'IRA antitractat liderats per Rory O'Connor, un heroi de la Guerra d'independència, van ocupar els Four Courts de Dublín. Els For Courts eren el centre del sistema judicial irlandès, originàriament sota els britànics, i després de l'Estat lliure. Collins va rebre l'encàrrec de destruir aquests insurgents.

### Govern provisional
Les disposicions del tractat requerien la formació d'un nou govern, que Westminster reconeixeria com a pertanyent al domini de l'Estat Lliure que s'havia establert. Malgrat la negativa d'una gran part del Dáil, el Govern provisional (Rialtas Sealadach na hÉireann) va ser format per Arthur Griffith com a President i Michael Collins com a President del gabinet (Primer Ministre). Collins va mantenir el càrrec de Ministre de Finances. [64]
Segons la tradició jurídica britànica, Collins era ara un primer ministre designat per la corona d'un estat de la Commonwealth, instal·lat sota Prerrogativa reial. Per això, va haver de reunir-se formalment amb Edmund FitzAlan-Howard, el Lord tinent d'Irlanda, cap de l’administració britànica a Irlanda. Collins va maldar per conciliar l'acceptació del tractat amb els seus principis republicans. Abans de l'elecció i publicació de la constitució de l'Estat Lliure el juny de 1922, que faria esclatar la guerra civil, va intentar apaivagar l'oposició republicana i evitar la confrontació, tensant la relació amb el govern britànic. Va utilitzar la seva influència a la IRB per evitar qualsevol escissió final dins de l'exèrcit, i va ser president del comitè que va elaborar una constitució republicana. El 20 de maig, un pacte Collins-De Valera preveia l'establiment d'un grup conjunt pro i antitractat del Sinn Féin per presentar-se a les eleccions i formar un govern de coalició. Com a conseqüència d'aquesta aparent contradicció dels termes del tractat, Collins i Griffith van ser convocats a Londres per enfrontar-se a la ira de Lloyd George a finals de maig.

### Irlanda del Nord
La partició d'Irlanda entre l'Estat Lliure Irlandès i Irlanda del Nord no va ser gaire controvertida. Una de les principals raons era que Michael Collins estava planejant una guerra de guerrilles clandestina contra l'estat del nord. Durant els primers mesos de 1922, havia estat enviant unitats de l'IRA a la frontera, i armes i diners a les unitats destacades dins d'Irlanda de Nord. Entre maig i juny, juntament amb el general Liam Lynch, va organitzar una ofensiva al llarg de la nova frontera. L'ofensiva va ser avortada oficialment el 3 de juny per pressions britàniques, i Collins va haver d'emetre una declaració en la qual afirmava que "cap força de l'IRA dels vint comtats, ni les que estiguin sota control oficial pro-tractat ni les vinculades a l'executiva de l'IRA antitractat envairan l'àrea dels sis comtats". L'IRA va prosseguir les seves accions a la frontera, però amb una menor intensitat. Aquesta activitat va ser interrompuda per l'esclat de la guerra civil al sud.

## Guerra Civil

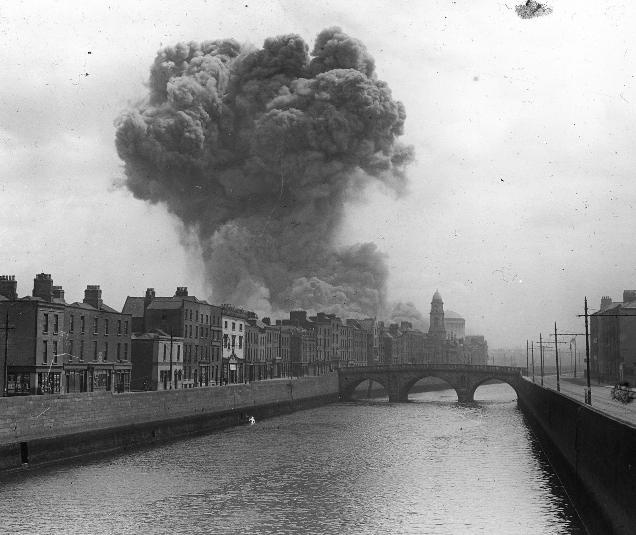
El govern provisional, dirigit per Collins, va donar l'ordre de bombardejar la zona de Four Courts a Dublín, que havia estat ocupada per l'IRA antitractat. Aquest va ser el començament de la guerra civil irlandesa.

El 14 d'abril de 1922, un grup de dos-cents homes de la facció anti-tractat de l'IRA van ocupar la zona de Four Courts, a Dublín, en un gest de clar desafiament al Govern Provisional de l'Estat Lliure Irlandès. Collins, que volia evitar la guerra civil, no els va atacar fins al juny, a l'espera de conèixer el resultat de les eleccions generals de 1922, en què el Sinn Féin va resultar vencedor. La pressió britànica també va obligar a actuar.
El 22 de juny de 1922, Henry Wilson, mariscal de camp retirat de l'Exèrcit britànic i conseller militar de l'Administració Craig a l'Ulster, va ser assassinat a trets per dos membres de l'IRA a Londres. Inicialment es va pensar que l'acció havia estat obra dels antitractat, i Winston Churchill va comunicar a Collins que, si no resolia l'assumpte de Four Courts, ho farien les tropes britàniques. Joe Dolan, membre del Squad durant la Guerra d'independència i capità de l'Exèrcit irlandès el 1922, va dir els anys 50 que havia estat el propi Michael Collins qui va ordenar l'assassinat de Wilson com a represàlia pels atacs a catòlics a l'Ulster. Va afirmar a més, que Collins li havia ordenat intentar rescatar els dos membres de l'IRA abans de la seva execució. En qualsevol cas, l'assassinat de Wilson va obligar a Collins a intervenir en l'assumpte de Four Courts, més quan els homes atrinxerats segrestar el general de el govern provisional JJ O'Connell. Després d'un últim intent de negociació, Michael Collins va prendre prestades dues peces d'artilleria de l'Exèrcit britànic i va bombardejar Four Courts fins a aconseguir la rendició dels rebels.
Aquesta acció, coneguda com la batalla de Dublín, marca el començament de la Guerra civil irlandesa entre l'IRA anti-tractat i les forces del Govern Provisional. Sota la supervisió de Collins, l'Estat Lliure va prendre ràpidament el control de Dublín. El juliol de 1922, les forces anti-tractat controlaven la província de Munster i altres àrees de país. Eamon de Valera i altres detractors del tractat es van alinear amb els rebels. A mitjan 1922, Collins va dimitir del seu lloc com a President de Govern Provisional per convertir-se en Comandant en Cap de l'Exèrcit irlandès, un exèrcit regular, estructurat i uniformat que es va crear al voltant de l'IRA pro-tractat. La posició de Collins en aquest conflicte era peculiar, ja que la major part de l'IRA que havia ajudat a liderar durant la Guerra d'independència, ara estava contra el govern provisional, que ell representava.

## Assassinat

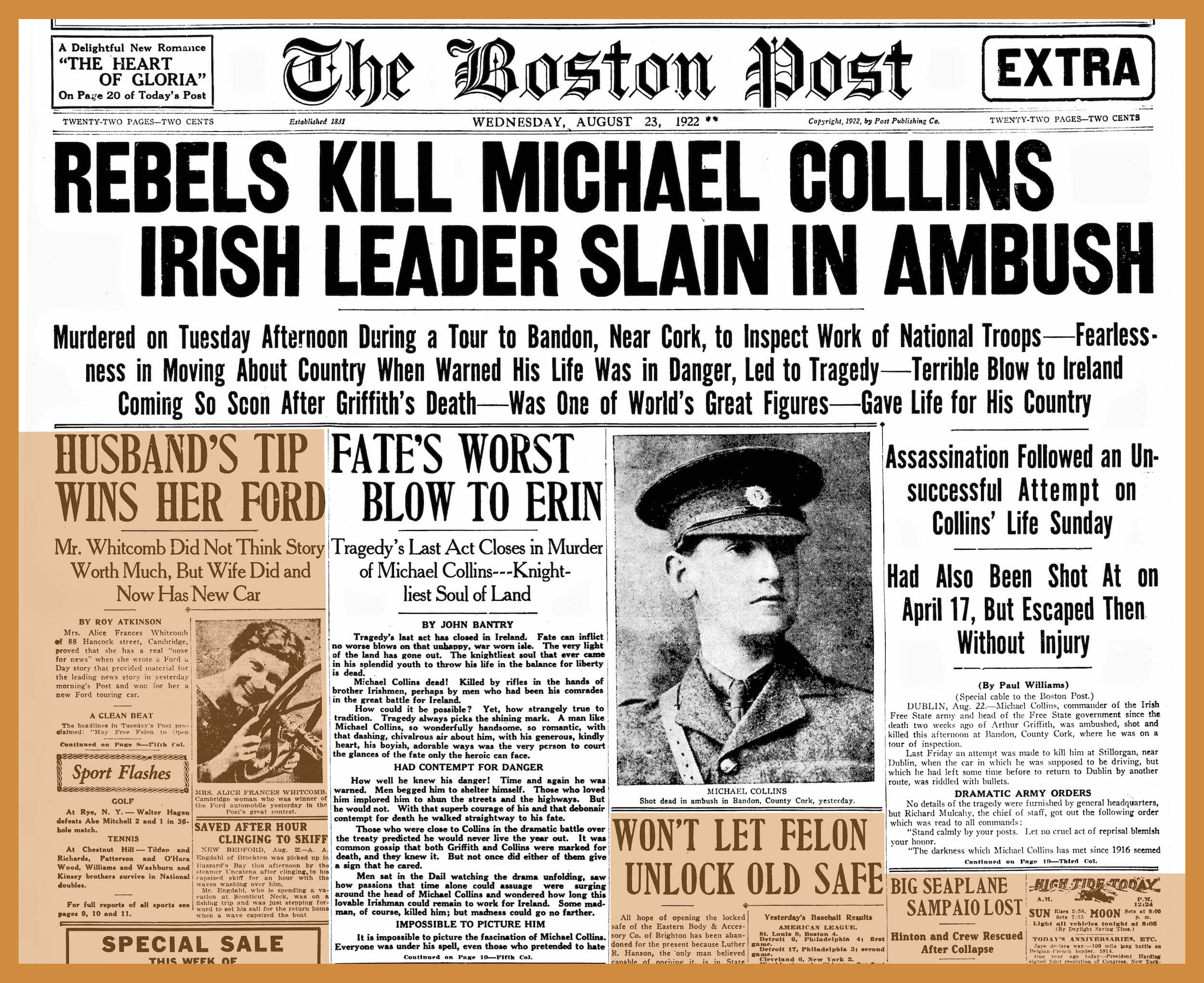
Portada del Boston Post anunciant l'assassiant de Collins

L’agost de 1922, la guerra civil estava a les seves acaballes. L'Estat Lliure havia recuperat el control de la major part del país i Collins feia freqüents viatges per inspeccionar zones recuperades a les forces anti-tractat. El seu pla de viatjar al seu Cork natal el 20 d'agost es considerava particularment perillós, i diverses persones del seu entorn li ho van desaconsellar. El comtat de Cork era un feu de l'IRA, i en gran part encara estava controlat pels detractors del Tractat. El 22 d'agost de 1922, Collins va sortir de la ciutat de Cork per fer un itinerari per l'oest del comtat. Va passar per Macroom i després va agafar la carretera de Bandon per Crookstown. Això el va conduir a través de Béal na Bláth, una cruïlla aïllada. Allà es van aturar en un pub local anomenat "Long's Pub", ara conegut com The Diamond Bar, on va ser reconegut. Els rebels van organitzar una emboscada esperant que tornés a passar en el trajecte de tornada, fet que succeí entre les 19:30 i les 20:00 hores. Van obstaculitzar el camí per aturar el convoi, i van obrir foc amb fusells. Es va iniciar un intercanvi de trets fins que Collins va rebre una bala al cap. Diverses fonts assenyalen que l'autor del tret mortal l'havia disparat "Sonny" O'Neill, antic franctirador de l'Exèrcit britànic que posteriorment s'havia allistat a l'IRA. Collins va ser l’única víctima mortal que va patir l'emboscada.

## En la cultura popular

### Cinema i televisió
La pel·lícula Beloved Enemy, de 1936, és un relat fictici de la vida de Collins. A diferència del veritable Michael Collins, el fictici "Dennis Riordan" (interpretat per Brian Aherne) és afusellat, però es recupera. Hang Up Your Brightest Colors, un documental britànic de Kenneth Griffith, es va produir per a la ITV el 1973, que va rebutjar emetre'l. Finalment, va ser projectada per la BBC a Gal·les el 1993, i a tot el Regne Unit l'any següent.
El 1969, Dominic Behan va escriure un episodi de la sèrie de televisió britànica Play for Today titulat "Michael Collins". L’obra tractava l’intent de Collins de treure l’arma de la política irlandesa i prenia la perspectiva de l’argument republicà. En el moment d’escriure el guió, el perídode dels Troubles acabava de començar a Irlanda del Nord, i la BBC era reticent a emetre el capítol, però finalment es va emetre.
Un documental irlandès realitzat per Colm Connolly per a RTÉ Television el 1989, titulat The Shadow of Béal na Bláth, va cobrir la mort de Collins. El 1991 es va produir una pel·lícula per a televisió, The Treaty, que va protagonitzar Brendan Gleeson com a Collins i Ian Bannen com a David Lloyd George. El 2007, RTÉ va produir un documental titulat Get Collins, sobre la guerra d'intel·ligència que va tenir lloc a Dublín.
El 1996 la vida de Michael Collins es va portar al cinema amb la pel·lícula Michael Collins, dirigida per Neil Jordan, amb Liam Neeson en el paper de Michael Collins i Julia Roberts en el de la seva amada, Kitty Kiernan. Aidan Quinn interpreta el paper de Harry Boland. La pel·lícula de Jordan va guanyar el Lleó d'Or del Festival de Venècia.
El 2005, la Cork Opera House va encarregar un drama musical sobre Collins: "Michael Collins" de Brian Flynn, va representar-se el 2009 a l'òpera de Cork i més tard al Teatre Olímpia de Dublín.
Infamous Assassinations, una sèrie de televisió documental britànica del 2007, va dedicar el seu vuitè episodi a la mort de Collins.
La minisèrie Rebellion (2016), es va centrar en la revolta de Pasqua de 1916. Collins va aparèixer com a personatge de fons, participant en la revolta, interpretada per Sebastian Thommen. Gavin Drea va interpretar Collins a una seqüela de Rebellion, Resistance (2019).

### Cançons
El poema "El noi que riu" de Brendan Behan, lamentant la mort de Collins, va ser traduït al grec el 1961 per Vasilis Rotas. L'octubre del mateix any, Mikis Theodorakis va compondre la cançó "Tο γελαστό παιδί" ("El noi que riu") a partir de la traducció de Rotas. La cançó va ser enregistrada per Maria Farantouri el 1966 a l'àlbum "Ένας όμηρος" ("L'ostatge") i es va convertir en un èxit. Va ser la banda sonora de la pel·lícula "Z" (1969), que narra la cadena d'esdeveniments a l'entorn de l'assassinat del polític i pacifista Grigorios Lambrakis, el 1963. "El nen que riu" es va convertir en la cançó de protesta contra la Dictadura dels Coronels (1967-1974) a Grècia, i continua sent fins ara una de les cançons més populars de la cultura popular grega.
El grup americà-irlandès de Folk-rock Black 47 va gravar una cançó titulada "The Big Fellah", que va ser el primer tema del seu àlbum Home of the Brave (1994). Detalla la carrera de Collins, des de l’alçament de Pasqua fins a la seva mort a Béal na Bláth. El grup folk irlandès The Wolfe Tones va gravar una cançó titulada "Michael Collins" a l'àlbum A Sense of Freedom (1983). La banda dublinesa de Folk metal Cruachan va gravar una cançó també titulada "Michael Collins" al seu àlbum Pagan (2004), que tractava sobre el seu paper a la Guerra Civil, el tractat i la seva mort. També una cançó de Johnny McEvoy, simplement anomenada "Michael", parla de la mort de Collins i la tristesa que envoltà el seu funeral.